# Robert Espeseth
Robert Douglas Espeseth (Filadelfia, 25 de octubre de 1953) es un deportista estadounidense que compitió en remo.
Participó en dos Juegos Olímpicos de Verano en los años 1984 y 1988, obteniendo una medalla de bronce en Los Ángeles 1984 en la prueba de dos con timonel. Ganó dos medallas de bronce en el Campeonato Mundial de Remo, oro en 1986 y bronce en 1987.

## Palmarés internacional
| Juegos Olímpicos   | Juegos Olímpicos             | Juegos Olímpicos  | Juegos Olímpicos   |
| Año                | Lugar                        | Medalla           | Prueba             |
| ------------------ | ---------------------------- | ----------------- | ------------------ |
| 1984               | Los Ángeles (Estados Unidos) | Medalla de bronce | Dos con timonel    |
| Campeonato Mundial |                              |                   |                    |
| Año                | Lugar                        | Medalla           | Prueba             |
| 1986               | Nottingham (Reino Unido)     | Medalla de oro    | Cuatro sin timonel |
| 1987               | Copenhague (Dinamarca)       | Medalla de bronce | Cuatro sin timonel |